# Maisons-Laffitte
Maisons-Laffitte (wym. [mɛ.zɔ̃.la.fit]) – miejscowość i gmina we Francji, w regionie Île-de-France, w departamencie Yvelines. Przez miejscowość przepływa Sekwana.
Według danych na rok 1990 gminę zamieszkiwały 22 173 osoby, a gęstość zaludnienia wynosiła 3285 osób/km² (wśród 1287 gmin regionu Île-de-France Maisons-Laffitte plasuje się na 124. miejscu pod względem liczby ludności, natomiast pod względem powierzchni na miejscu 566.).
W Maisons-Laffitte znajduje się siedziba polskiego Instytutu Literackiego założonego i kierowanego do 2000 przez Jerzego Giedroycia.